# Bábil
Guvernorát Bábil (také guvernorát Babylón) je jedním z 19 guvernorátů v Iráku. Jeho hlavním městem je Hilla, nacházelo se v něm starověké město Babylón. Má rozlohu 5603 km² a v roce 2014 v něm žilo 2 000 000 obyvatel. Sousedí s guvernoráty Kádisíja, Nadžaf, Karbalá, Anbár, Bagdád, Dijála a Wásit.